# Vincent Rüfli
Vincent Rüfli (Carouge, 22 de janeiro de 1988) é um futebolista profissional suíço que atua como defensor. Atualmente, joga no Dijon.

## Carreira
Vincent Rüfli começou a carreira no Étoile Carouge.